# 安光銖
安 光銖（アン・グァンス、안광수）は大韓民国の軍人。創氏改名時の日本名は亀村正経。父は安秉範。兄は韓国陸軍軍人の安光鎬（予備役准将）。

## 経歴
1925年、京城に生まれる。陸軍士官学校第58期卒業、終戦時少尉。
1946年1月22日付で軍事英語学校卒業、任少尉（軍番10024番）。第1連隊勤務中隊（中隊長：張錫倫大尉）小隊長。
しばらくして軍を退職したが、1948年10月に陸軍士官学校第7期特別班を卒業して少尉任官（軍番11560番）。
1950年6月25日、朝鮮戦争勃発。この戦争で父の安秉範は自決し、弟の安光錫、安光鎮は戦死した。
陸軍本部管理部審査分析課長、陸軍本部作戦参謀部作戦課長、陸軍大学教官などを務めた。
1959年、アメリカ陸軍指揮幕僚大学卒業。
1961年10月、任大佐、予備役編入。駐ロサンゼルス総領事。
1968年、駐ヒューストン総領事、外務部儀典室長、待機大使。
1975年1月29日、ソウルで病死。1月31日に安葬された。

## 評価
フィリップ・チャールズ・ハビブが韓国軍内の派閥について分析し作成した報告書によると、敵の攻撃を受けて退却する際に将校にもかかわらず職務を放棄し、それだけでなく故郷の家に隠れて数か月蟄居した。1950年、非常に重要な任務を与えられたときに隠れていて、さらに軍のジープを自家用だと言い訳して流用した。これらの行動から軍法会議となったが、当時の参謀総長であった李鍾賛は父親の安秉範を尊敬していたため、安光銖を軍法会議にかけることはできないと判断した。李鍾賛は自身の執務室に安光銖を呼んで殴ったことで問題を処理した。後に参謀総長となった丁一権は、安光銖を復権させた。
2008年4月28日に民族問題研究所と親日人名辞典編纂委員会が発表した親日人名辞典収録対象者軍部門に記載。